# Hipparchia bierica
Hipparchia bierica är en fjärilsart som beskrevs av Le Charles 1953. Hipparchia bierica ingår i släktet Hipparchia och familjen praktfjärilar. Inga underarter finns listade i Catalogue of Life.